# 中野鉄造
中野 鉄造（旧字体：中野 鐵造󠄁、なかの てつぞう、1927年1月15日 - 2024年11月3日）は、日本の政治家。位階は従四位。元公明党参議院議員（2期）。

## 来歴
佐賀県佐賀市出身。1948年東京農業大学専門部農経科卒。世田谷税務署を経て、佐賀市役所に勤務する。市役所退職後は佐賀コレダ自動車（株）社長となる。1963年から佐賀市議会議員を3期務めた後、1974年の第10回参議院議員通常選挙において佐賀地方区から公明党公認で立候補したが落選。1976年の第34回衆議院議員総選挙で佐賀全県区から公明党公認で立候補したが落選した。1980年の第12回参議院議員通常選挙で全国区から公明党公認で立候補して初当選した。1986年の第14回参議院議員通常選挙で比例区から立候補して再選。参議院議員を2期務め、1992年に引退した。
参議院運輸委員長、公明党中央委員、同佐賀県本部長などを務めた。
1997年春の叙勲で勲二等瑞宝章受章。
2024年11月3日17時15分、老衰のため、佐賀市内の病院で死去した。97歳没。死没日付をもって従四位に叙された。